# Годинівська сільська рада (Мостиський район)
Годинівська сільська рада — колишній орган місцевого самоврядування у Мостиському районі Львівської області з адміністративним центром у с. Годині.

## Загальні відомості
Історична дата утворення: в 1993 році. Водоймища на території, підпорядкованій даній раді: річки Вишня, Січня, Кривуля.

## Населені пункти
Сільській раді були підпорядковані населені пункти:
- с. Годині

## Склад ради
Рада складалася з 12 депутатів та голови.

### Керівний склад ради
| ПІБ                  | Основні відомості                                                                             | Дата обрання | Дата звільнення |
| -------------------- | --------------------------------------------------------------------------------------------- | ------------ | --------------- |
| Шийка Іван Йосипович | Сільський голова, 1957 року народження, освіта, член Всеукраїнського об'єднання «Батьківщина» | 26.03.2006   | 31.10.2010      |
| Шийка Іван Йосипович | Сільський голова, 1957 року народження, освіта середня загальна, безпартійний                 | 31.10.2010   |                 |

Примітка: таблиця складена за даними джерела